# Erica paniculata
Erica paniculata är en ljungväxtart som beskrevs av Carl von Linné. Erica paniculata ingår i släktet klockljungssläktet, och familjen ljungväxter. Inga underarter finns listade i Catalogue of Life.

## Bildgalleri

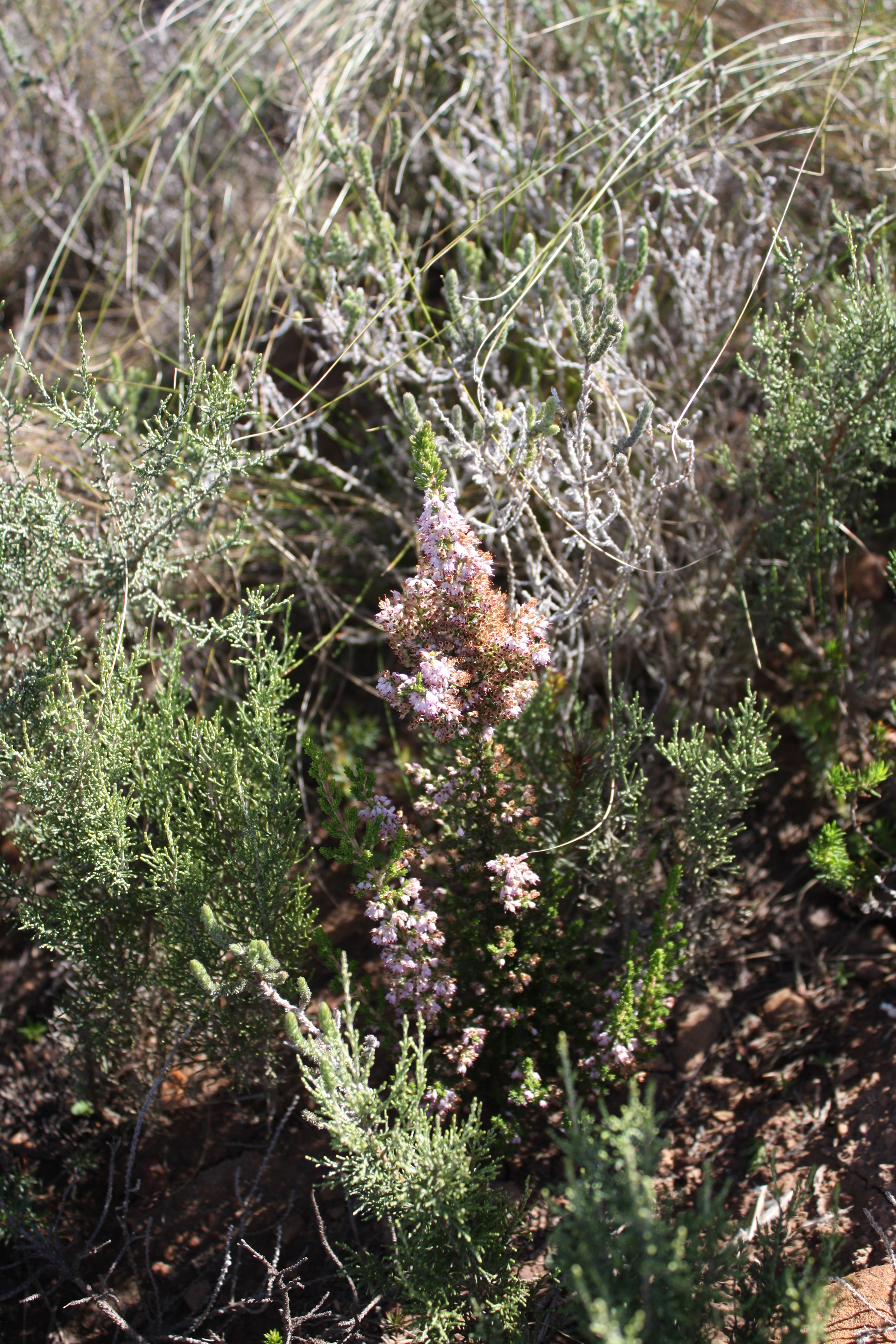